# Robert J. White
Robert Joseph White (21 de enero de 1926 - 16 de septiembre de 2010) fue un neurocirujano y bioeticista estadounidense mejor conocido por su trabajo sobre la hipotermia y sus experimentos con trasplantes de cabeza en mamíferos, incluidos monos vivos.

## Primeros años de vida
White nació el 21 de enero de 1926, fue criado en Duluth, Minnesota, por su madre y una tía. Su padre murió en combate mientras servía en la Guerra del Pacífico durante la Segunda Guerra Mundial. White declaró en una entrevista con Motherboard en 2009 que su interés en el cerebro humano comenzó en la escuela secundaria cuando su profesor de biología admiró su disección del cráneo de una rana y le dijo a White que debería convertirse en neurocirujano. 

## Educación y carrera
White comenzó sus estudios universitarios en la Universidad de St. Thomas antes de ingresar a la Facultad de Medicina de la Universidad de Minnesota en 1949; luego se trasladó a la Facultad de Medicina de Harvard en 1951, donde obtuvo su título de médico cum laude en 1953. White tuvo 10 hijos con su esposa, Patricia Murray, una enfermera que conoció en el Hospital Peter Bent Brigham mientras completaba su pasantía y residencia quirúrgica. El Dr. White, un devoto católico romano, fue miembro de la Academia Pontificia de Ciencias. Asistía a misa regularmente y rezaba antes de realizar cirugías. 
A lo largo de su carrera, White realizó más de 10.000 operaciones quirúrgicas y fue autor de más de 900 publicaciones sobre neurocirugía clínica, ética médica y atención médica. Recibió doctorados honorarios de la Universidad John Carroll (Doctor en Ciencias, 1979), la Universidad Estatal de Cleveland (Doctor en Ciencias, 1980), la Universidad Walsh (Doctor en Letras Humanitarias, 1996) y la Universidad de St. Thomas (Doctor en Ciencias, 1998). White recibió invitaciones de todo el mundo para hablar, dar conferencias y compartir su experiencia médica. Fue consultor del Instituto Burdenko de Neurocirugía de Moscú y el único miembro extranjero de las Academias de Ciencias Médicas de Rusia y Ucrania. Dio numerosas conferencias en Estados Unidos, Rusia, China y Europa. White también se convirtió en asesor del Papa Juan Pablo II en ética médica. Estableció la Comisión de Ética Biomédica del Vaticano en 1981, después de su nombramiento en la Academia Pontificia de Ciencias. Bajo el liderazgo de White, la Comisión influyó en la postura de la iglesia sobre la muerte cerebral y la fertilización in vitro.  

## Investigación
En 1970, después de una larga serie de experimentos preliminares, White realizó un trasplante de una cabeza de mono al cuerpo de otro mono. Debido a que la cirugía incluyó cortar la columna a la altura del cuello, los sujetos quedaron paralizados desde el cuello hacia abajo. Después de la cirugía, debido a que los nervios craneales dentro del cerebro todavía estaban intactos y alimentados por el sistema circulatorio del nuevo cuerpo, el mono todavía podía oír, oler, saborear, comer y seguir objetos con los ojos. 
Finalmente, el rechazo inmunológico provocó que el mono muriera después de 9 días. El Dr. Jerry Silver, un experto en la regeneración de nervios cortados, calificó los experimentos de White con monos de "bastante bárbaros". 
Durante la década de 1990, White planeó realizar la misma operación en humanos y practicó con cadáveres en una morgue. Esperaba poder realizar cirugías de trasplante de cabeza al físico Stephen Hawking y al actor Christopher Reeve. El Dr. Canavero ha discutido recientemente en la literatura neuroquirúrgica la continuación del trabajo de White en la investigación y aplicación del trasplante de cabeza; la viabilidad de la reconstrucción de la médula espinal y la conexión cefaloespinal en humanos recibió apoyo en 2014 de un estudio alemán. 

## Muerte
White murió en su casa de Ginebra, Ohio, el 16 de septiembre de 2010, a los 84 años, tras sufrir diabetes y cáncer de próstata .  